# Triaenodes torresianus
Triaenodes torresianus is een schietmot uit de familie Leptoceridae. De soort komt voor in het Australaziatisch gebied.